# Ischnogaster malayensis
Ischnogaster malayensis är en getingart som beskrevs av Cameron 1906. Ischnogaster malayensis ingår i släktet Ischnogaster och familjen getingar. Inga underarter finns listade i Catalogue of Life.